# ماسون روبنسون
ماسون روبنسون (بالإنجليزية: Mason Robinson)‏ هو لاعب كرة قدم أمريكية أمريكي، ولد في 24 يوليو 1989 في سومرفيل في الولايات المتحدة.